# La geografia del buio
| Recensione        | Giudizio |
| ----------------- | -------- |
| AllMusicItalia    |          |
| Recensiamo Musica | 8,8/10   |
| Rockol            |          |

La geografia del buio è il terzo album in studio del cantante italiano Michele Bravi, pubblicato il 29 gennaio 2021 dalla Universal Music Group.

## Descrizione
Il terzo album in studio del cantautore, composto da dieci tracce composte e scritte assieme a Cheope, Federica Abbate, Francesco "Katoo" Catitti, con la partecipazione del compositore e pianista  Andrea Manzoni, viene raccontato da Bravi come:
(Michele Bravi)
Il progetto è stato registrato con un approccio malinconico con una percezione casalinga e familiare, un duetto costante tra il cantante e il silenzio, rappresentato da frammenti in cui la voce si rompe e il pianoforte è sull’orlo della stonatura.

## Accoglienza
Fabio Fiume, recensendo l'album per AllMusic, assegna al progetto discografico una votazione di 8/10, proponendo una chiave di lettura paragonabile a «Un discorso lungo dieci tracce assolutamente esaustivo; un sali e scendi emozionale in cui è vietato perdersi una singola parola» proseguendo «Bravi parla indubbiamente di sé, di ciò che ha vissuto negli ultimi anni, dell'essere assente a se stesso e del difficile percorso fatto per ritrovarsi». Il giornalista termina l'articolo affermando che «Il titolo ci lascia intendere che da quel buio non è ancora venuto completamente fuori; ma ci sta provando con tutte le sue forze, con tutta la sua verità ed è sicuro che il sole non può essere di certo lontano».
Intervistando il cantautore, Selvaggia Lucarelli per Il Fatto Quotidiano descrive il percorso che ha portato al progetto discografico: «Non è mica vero che il dolore è sempre un'opportunità. Dipende da come ci si muove, attraverso il dolore. Da come ci si muove nel buio, e Michele Bravi, in questi tre anni dal terribile incidente d'auto in cui ha causato involontariamente la morte di una donna, di dolore ne ha attraversato».
Michele Bellucci per Il Messaggero afferma che «Il concept di La Geografia del Buio è caricato di grande drammaticità e la realtà dell'artista si palesa sotto forma di rappresentazione teatrale. La separazione tra spettatori e attori è un limite invalicabile, Bravi mette sotto la lente quel tuffo in un'oscurità profonda, che racchiude in sé la violenza della vita». Giulia Ciavarelli di TV Sorrisi e Canzoni afferma che l'album «sembra una lente d'ingrandimento su quei mesi vissuti immerso in una profonda sofferenza». Cecilia Ermini per IO Donna introduce la recensione affermando che si tratta di «un lavoro che racconta gli anni difficili nei quali Bravi ha scoperto l'importanza di lasciarsi travolgere dalla sofferenza e, senza più timori, di raccontare la propria sessualità».
Ernesto Assante recensendo l'album per La Repubblica esordisce scrivendo «Non c'è argomentazione possibile per "criticare" l'album, non importa se le canzoni sono belle o no, se piacciono o meno, è del tutto irrilevante rispetto al fatto che sono vere, frutto della vita, della mente, del corpo, dell'anima di Michele Bravi» e prosegue «Canzone dopo canzone Bravi ha iniziato a disegnare la sua mappa, i luoghi del cuore, quelli riconoscibili, quelli dove si sentiva protetto e sicuro. Una mappa fatta essenzialmente d'amore». Billboard Italia descrive il progetto discografico come «Il prodotto di un lavoro ardito ed estenuante sul materiale, non soltanto musicale. Un dialogo continuo tra voce e ambiente, parola e materia, presenze e assenze, regolato da un pianoforte verticale che racchiude una storia nel proprio suono».

## Tracce
1. La promessa dell'alba – 3:18 (Cheope, Federica Abbate, Francesco "Katoo" Catitti, Michele Bravi)
2. Mantieni il bacio – 3:37 (Cheope, Federica Abbate, Francesco "Katoo" Catitti, Massimo Recalcati)
3. Maneggiami con cura – 3:43 (Cheope, Federica Abbate, Francesco "Katoo" Catitti, Michele Bravi)
4. Un secondo prima (feat. Federica Abbate) – 3:38 (Cheope, Federica Abbate, Francesco "Katoo" Catitti)
5. La vita breve dei coriandoli – 3:28 (Cheope, Federica Abbate, Francesco "Katoo" Catitti, Giuseppe Anastasi, Michele Bravi)
6. Storia del mio corpo – 3:40 (Francesco "Katoo" Catitti, La Camba, Michele Bravi)
7. Tutte le poesie sono d'amore – 3:28 (Cheope, Federica Abbate, Francesco "Katoo" Catitti, Michele Bravi)
8. Senza fiato – 3:31 (Cheope, Federica Abbate)
9. Quando un desiderio cade – 3:41 (Cheope, Federica Abbate, Mattia Cerri)
10. A sette passi di distanza – 2:41 (Michele Bravi)

Tracce bonus nell'edizione digitale
1. Falene (con Sophie and the Giants) – 3:07 (Federica Abbate, Davide Petrella, Mike Kintish, Sophie Scott, Francesco "Katoo" Catitti)
2. Cronaca di un tempo incerto – 3:42 (Cheope, Federica Abbate, Francesco "Katoo" Catitti, Michele Bravi)

## Classifiche

### Classifiche settimanali
| Classifica (2021) | Posizione massima |
| ----------------- | ----------------- |
| Italia            | 1                 |

### Classifiche di fine anno
| Classifica (2021) | Posizione |
| ----------------- | --------- |
| Italia            | 99        |